# Bisbat de Viedma
El bisbat de Viedma (castellà: Diócesis de Viedma; llatí: Dioecesis Viedmensis) és una seu de l'Església catòlica a l'Argentina, sufragània de l'arquebisbat de Bahía Blanca. El 2010 tenia 115.000 batejats d'un total de 157.000 habitants. Actualment està regida pel bisbe Esteban María Laxague, S.D.B.

## Territori
La diòcesi comprèn set departaments de la província de Río Negro: Avellaneda, Pichi Mahuida, Conesa, Adolfo Alsina, San Antonio Oeste i Valcheta.
La seu episcopal és la ciutat de Viedma, on es troba la catedral de la Mare de Déu de la Mercè.
El territori s'estén sobre 89.000 km² i està dividit en 15 parròquies.

## Història
La diòcesi va ser erigida el 20 d'abril de 1934, mitjançant la butlla Nobilis Argentinae nationis del Papa Pius XI, prenent territori de l'arquebisbat de Buenos Aires. Originàriament era sufragània de 
L'11 de febrer de 1957 cedí una porció del seu territori per tal que s'erigís el bisbat de Comodoro Rivadavia, i paral·lelament passà a formar part de la província eclesiàstica de l'arquebisbat de Bahía Blanca.
El cedí una nova porció de territori perquè s'erigís el bisbat de Neuquén.
El 22 de juliol de 1993 cedí una darrera porció de territori perquè s'erigissin les diòcesis d' Alto Valle del Río Negro i de San Carlos de Bariloche.

## Cronologia episcopal
- Nicolás Esandi, S.D.B. † (13 de setembre de 1934 - 29 d'agost de 1948 mort)
- José Borgatti, S.D.B. † (28 d'agost de 1953 - 26 d'octubre de 1973 mort)
- Miguel Esteban Hesayne (5 d'abril de 1975 - 28 de juny de 1995 renuncià)
- Marcelo Angiolo Melani, S.D.B. (28 de juny de 1995 succeduto - 9 de gener de 2002 nomenat bisbe de Neuquén)
- Esteban María Laxague, S.D.B., des del 31 d'octubre de 2002

## Estadístiques
A finals del 2010, la diòcesi tenia 115.000 batejats sobre una població de 157.000 persones, equivalent al 73,2% del total.
| any  | població | població | població | sacerdots | sacerdots       | sacerdots       | sacerdots             | diaques | religiosos | religiosos | parroquies |
| ---- | -------- | -------- | -------- | --------- | --------------- | --------------- | --------------------- | ------- | ---------- | ---------- | ---------- |
| any  | batejats | total    | %        | total     | clergat secular | clergat regular | batejats por sacerdot | diaques | homes      | dones      |            |
| 1950 | 190.000  | 220.000  | 86,4     | 95        | 15              | 80              | 2.000                 |         | 118        | 129        | 23         |
| 1966 | 215.000  | 240.000  | 89,6     | 68        | 23              | 45              | 3.161                 |         | 101        | 72         | 23         |
| 1970 | 255.000  | 290.000  | 87,9     | 65        | 18              | 47              | 3.923                 |         | 118        | 83         | 24         |
| 1976 | 284.428  | 329.225  | 86,4     | 67        | 19              | 48              | 4.245                 |         | 73         | 124        | 29         |
| 1980 | 329.000  | 401.000  | 82,0     | 58        | 18              | 40              | 5.672                 | 1       | 62         | 130        | 32         |
| 1990 | 391.000  | 433.000  | 90,3     | 75        | 26              | 49              | 5.213                 |         | 55         | 122        | 38         |
| 1999 | 103.000  | 129.000  | 79,8     | 24        | 13              | 11              | 4.291                 |         | 11         | 36         | 13         |
| 2000 | 103.400  | 129.500  | 79,8     | 23        | 11              | 12              | 4.495                 |         | 12         | 34         | 14         |
| 2001 | 100.250  | 125.230  | 80,1     | 20        | 9               | 11              | 5.012                 |         | 11         | 36         | 14         |
| 2002 | 105.000  | 131.286  | 80,0     | 18        | 7               | 11              | 5.833                 |         | 11         | 34         | 15         |
| 2003 | 103.416  | 131.780  | 78,5     | 21        | 11              | 10              | 4.924                 |         | 10         | 40         | 15         |
| 2004 | 104.674  | 132.840  | 78,8     | 19        | 11              | 8               | 5.509                 |         | 8          | 39         | 15         |
| 2010 | 115.000  | 157.000  | 73,2     | 20        | 12              | 8               | 5.750                 |         | 8          | 44         | 15         |